# أدريان فيكرز
أدريان فيكرز (بالإنجليزية: Adrian Vickers)‏ هو عالم اجتماع أسترالي، ولد في 1958.